# 代数学

二次方程式の解の公式

代数学（だいすうがく、algebra）は、数学の一分野で、数の代わりに文字を用いて方程式の解法などを研究する学問。現代の代数学はその研究範囲を大きく広げ、半群・群・環・多元環（代数）・可換体・束などの代数系を研究する学問（抽象代数学）となった。代数学の考え方は、解析学や幾何学等にも浸透しており、数学の諸分野に共通言語を提供する役割を果たしている。
以下に示す代数学の諸分野の名に現れる半群・群・環・多元環（代数）・体・束は、代表的な代数的構造である。
群・環・多元環・体の理論はエヴァリスト・ガロアなどによる代数方程式の解法の研究などに起源を持ち、束論はジョージ・ブールによる論理学の数学的研究などに起源を持つ。
現代の日本の大学では 1, 2 年次に微分積分学と並んで線型代数学を学ぶが、線型代数はベクトル空間という代数系を研究する代数学の一分野である。

## 歴史

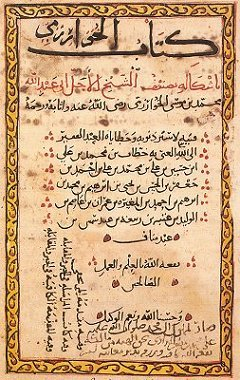
フワーリズミーの著書『インドの数の計算法』のとあるページ

プラトンの時代までに、古代ギリシアの数学は大きな変化を遂げた。ギリシア人は線で描いた幾何学図形のそれぞれの線に文字を添え、その文字を式の項として使用する幾何代数の考え方を生み出した。ディオファントス（紀元3世紀）はアレクサンドリアの数学者で『算術』という著書の作者であり、時に「代数学の父」とも呼ばれる。その書は代数方程式の解法に関するものである。
algebra という語はアラビア語の al-jabr （アラビア文字表記：الجبر、"reunion of broken parts"（バラバラのものの再結合））に由来し、近代数学はアラビア数学から発展したもので、その起源を遡ると古代インドの数学にたどり着く。9世紀のバグダードの数学者フワーリズミーが著作した 『イルム・アル・ジャブル・ワル・ムカバラ（"Ilm al-jabr wa'l-muqabalah"）（約分と消約との学=The science of reduction and cancellation）』（820年）を、チェスターのロバート（あるいはバースのアデラード) ）が、"Liber algebrae et almucabala"としてラテン語に翻訳した。この書によってフワーリズミーは代数学を幾何学や算術から独立した一分野として確立した。これが後500年間にわたってヨーロッパの大学で教えられたという。al-jabr は、アラビア語では「al」（阿: ال）が定冠詞、「jabr」（阿: جبر）が「バラバラのものを再結合する」「移項する」という意味であることから、インド数学のことである。それ以前にフワーリズミーはインドの数学から学んだことを『インドの数の計算法』として著し、イスラム世界に広めた。これは二次方程式、算術、十進法、0などの内容でラテン語に翻訳され、著者の名は「アルゴリズム」の語源であるといわれている。
代数学の起源は古代バビロニアとされており、古代バビロニア人はアルゴリズム的に計算する高度な算術的体系を生み出した。古代バビロニア人は、今日線型方程式や二次方程式、ディオファントス方程式を使って解くような問題を計算するための公式を開発した。一方同時代（紀元前1千年紀）のエジプトやギリシアや中国では、そのような問題は幾何学的に解かれていた。例えば、「リンド数学パピルス」、エウクレイデスの『ユークリッド原論』、『九章算術』などである。『原論』に代表される古代ギリシアにおける幾何学では、個別の問題を解くだけでなくより一般化した解法の枠組みを提供していたが、それが代数学へと発展するには中世アラビア数学がヨーロッパに紹介されるのを待つ必要があった。
ヘレニズム期の数学者アレクサンドリアのヘロンとディオファントスやインドの数学者ブラフマグプタらはエジプトやバビロニアの伝統に則って数学を発展させ、ディオファントスの『算術』やブラーマグプタの『ブラーマ・スプタ・シッダーンタ』といった成果が生まれた。例えば、二次方程式の（ゼロや負の解を含む）完全な解法を初めて記したのがブラーマグプタの『ブラーマ・スプタ・シッダーンタ』である。その後、アラブ世界（イスラム世界）の数学者が代数学的手法をより高度なものへと洗練させていった。ディオファントスや古代バビロニア人は方程式を解くのに場当たり的な技法を使っていたが、アル＝フワーリズミーは一般化された解法を初めて使用した。彼は、一次不定方程式、二次方程式、二次不定方程式、多変数の方程式などを解いた。

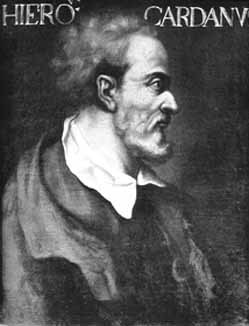
1545年、イタリアの数学者ジェロラモ・カルダーノは40章からなる『偉大なる術』を著し、世界で初めて四次方程式の解法を示した。

ギリシャ人数学者ディオファントスは昔から「代数学の父」と呼ばれてきたが、最近ではアル＝フワーリズミーの方がその名にふさわしいという議論がある。ディオファントスを支持する側は、フワーリズミーの著作は『算術』よりも扱っている内容が初等的であり、フワーリズミーの著作が修辞的で冗長なのに対して『算術』は簡潔に記述してある点を指摘する。一方フワーリズミーを支持する側は、彼が左右の辺の間での項の移動や打消しといった手法を導入した点（al-jabr の本来の意味とされている）、幾何学的証明を証拠としつつ二次方程式の解法を徹底的に解説し、代数学を独立した分野にまで高めたという点を指摘する。フワーリズミーの代数学はもはや一連の問題と解法を示すのではなく、単純な式からそれらを組み合わせた複雑な式まで全ての可能性を網羅し、今後の真の研究対象が何であるかを示している。そして、無限に存在する問題のクラスを定義するためにのみ必要な一般化された形で方程式を研究した。
ペルシャの数学者ウマル・ハイヤームは代数幾何学の創始者とされており、三次関数の一般解を見出したことで知られる。同じくペルシャの数学者シャラフ・アッ＝ディーン・アッ＝トゥースィは様々な三次方程式の代数解や数値解を求めた。彼は関数の概念も生み出した。インドの数学者マハーヴィーラとバースカラ2世、ペルシャの数学者アル＝カラジ、中国の数学者朱世傑は、三次、四次、五次などの高次多項式方程式を数値的手法で解いた。13世紀にはレオナルド・フィボナッチの三次方程式の解法に代表されるように、ヨーロッパにおける代数学の復興がなされた。一方でイスラム世界では数学が衰退し、それと入れ替わるようにヨーロッパで数学が盛んになっていった。その後、代数学はヨーロッパを中心として発展していった。
16世紀末のフランソワ・ビエトは、古典的学問分野としての代数学を創始した。1637年のルネ・デカルトの『幾何学 (La Géométrie)』は解析幾何学の先駆けであり、近代的な代数的記法を導入したものである。代数学の歴史上重要なもう1つの出来事は、16世紀中ごろに三次方程式および四次方程式の代数学的一般解が得られたことである。17世紀には日本の数学者である関孝和が行列式の考え方を考案し、それとは独立にゴットフリート・ライプニッツが10年ほど遅れて同じ考え方に到達した。行列式は連立一次方程式を行列を使って解くのに使われる。18世紀のガブリエル・クラメールも行列と行列式について貢献した。ジョゼフ＝ルイ・ラグランジュは1770年の論文 Réflexions sur la résolution algébrique des équations で根の置換について研究し、ラグランジュの分解式 (Lagrange resolvent) を導入した。パオロ・ルフィニは対称群について研究し、同時に代数方程式の解法についても研究した。
19世紀には抽象代数学が生まれた。当初は後にガロア理論と呼ばれるようになった分野と構成可能性問題が中心だった。近代代数学は、リヒャルト・デーデキントやレオポルト・クロネッカーの業績に見られるように代数的整数論や代数幾何学といった境界領域を通して数学の他の領域とも密接に関連している。ジョージ・ピーコックは算術と代数学における公理的思考法を創始した。オーガスタス・ド・モルガンは Syllabus of a Proposed System of Logic において関係代数を見出した。ウィラード・ギブズは3次元空間のベクトルの代数学を生み出し、アーサー・ケイリーは行列の代数学（非可換代数学の一種）を生み出した。

## 代数学の諸分野
- 半群
- 群論
- 可換環論 → 代数幾何学
- 環論
- 体論
- 線型代数学
- リー代数
- 表現論
- ホモロジー代数学
- 束
- 圏論
- 代数的整数論（cf. 解析的整数論）
- 不変式論（英語版）